# Mirhashem Hoseini
Mirhashem Hoseini –en persa, میرهاشم حسینی– (nacido el 28 de octubre de 1998) es un deportista iraní que compite en taekwondo.
Ganó una medalla de plata en el Campeonato Mundial de Taekwondo de 2017, y dos medallas en el Campeonato Asiático de Taekwondo, oro en 2016 y plata en 2022. En los Juegos Asiáticos de 2018 consiguió una medalla de oro.

## Palmarés internacional
| Campeonato Mundial  | Campeonato Mundial        | Campeonato Mundial | Campeonato Mundial |
| Año                 | Lugar                     | Medalla            | Categoría          |
| ------------------- | ------------------------- | ------------------ | ------------------ |
| 2017                | Muju (Corea del Sur)      | Medalla de plata   | –63 kg             |
| Juegos Asiáticos    |                           |                    |                    |
| Año                 | Lugar                     | Medalla            | Categoría          |
| 2018                | Yakarta (Indonesia)       | Medalla de oro     | –63 kg             |
| Campeonato Asiático |                           |                    |                    |
| Año                 | Lugar                     | Medalla            | Categoría          |
| 2016                | Pásay (Filipinas)         | Medalla de oro     | –58 kg             |
| 2022                | Chuncheon (Corea del Sur) | Medalla de plata   | –74 kg             |